# Климович Петро Титович
Петро́ Ти́тович Климо́вич (*1855, Орлик — 1920, Одеса, тюрма ЧК РСФСР) — державний діяч УНР, міністр фінансів в уряді Голубовича. Громадський і політичний діяч, адвокат, учасник громадівського руху в Російській імперії. Жертва ленінського терору.

## Біографія
Народився в родині православного священика.
Закінчив Полтавську духовну семінарію, потім юридичний факультет Новоросійського університету в Одесі (1878) зі ступенем кандидата права, займався адвокатурою.
Член Одеської старої громади (кінець 1870-х). Заарештований та ув'язнений за передачу грошей арештованим членам громади, автор виправдального листа членів громади до одеського градоначальника Олександра Гейнца (листопад 1879). Звільнений з ув'язнення 1880 й виїхав до Австрії, згодом переїхав у Швейцарію. Як представник одеської громади зустрічався з Михайлом Драгомановим у Женеві (1881).
Працював на посаді помічника секретаря Земського банку Херсонської губернії. Оскільки безпосереднім керівником Климовича у цій установі був Павло Зелений, то після обрання останнього міським головою Одеси, у 1899 Климовича обрано членом Одеської міської управи. Він відав найскладнішою «будівельною частиною» управи — цілковито відповідав за будівництво і благоустрій в місті. Чимало зробив для покращення роботи одеського водогону, каналізації, вивезення сміття, екології, транспортного сполучення з передмістями, брукування та розширення вулиць, організації трамвайного сполучення.
У 1901 його знов обрано членом управи на наступний термін. Окрім того набутий авторитет дозволив йому балотувався до гласних думи і 15 січня 1901 серед 38 осіб, обраних гласними одеської міської думи на 1901—1904 роки, є й «кандидат права Петро Титович Климович».
На початку 1904 року Климович змушений очолити й одеський водогін (було виявлено зловживання його попереднього керівника). Під його керівництвом здійснено ревізію витрат цього необхідного для міста об'єкта, у квітні 1904 проведено низку випробовувань нових машин водогону. 22 травня 1904 на засіданні Одеського товариства взаємного кредиту його головою був обраний Петро Климович. У зв'язку з цим він за власною заявою залишив посаду члена міської управи.
На початку 1905 Климовича знов обрано гласним Одеської міської думи.
Брав участь у підготовці видання «Словарь російсько-український» (Львів, 1893-98).
1906 року — Климович серед організаторів та перших керівників одеської «Просвіти».
До 1917 року займав посаду голови Одеського відділення Російсько-Англійської торговельної палати, був головою економічного відділу одеського відділення Російського технічного товариства, а також головним представником Петербурзького товариства страхування в Одесі.
5 квітня 1918 року на Раді народних міністрів УНР за поданням В.Голубовича Климовича призначено на посаду управляючого Міністерством фінансів. Після розпуску 30 квітня Ради міністрів УНР гетьманом Скоропадським, участі в роботі українських урядів не брав.
Після повернення до Одеси продовжував перебувати у правлінні Одеського товариства взаємного кредиту , 2 липня 1918 обраний його головою.
Водночас брав участь в українському русі. 6 липня 1918 Одеська міська українська рада обрала Петра Климовича своїм головою. Залишаючись в Одесі, продовжував діяльність і у складі «Просвіти».
Страчений більшовиками в Одесі як член уряду часів Української Центральної Ради. Климович потрапив до списку з 157 осіб — переважно членів «Просвіти», які були заарештовані Одеською ГубНК з 30 травня до 8 червня 1920 за участь у «підпільній петлюрівській організації». Після засідання ГубНК 14 червня 1920 більшість з них, в тому числі Петро Титович Климович, були вбиті.